# Organogenese
De organogenese is het ontwikkelen van organen uit verschillende weefseltypes, die onderling eenzelfde of gelijkaardige functie hebben. Denk hierbij aan de ontwikkeling van organen bij een foetus. Organen maken deel uit van verschillende orgaanstelsels. Van oudsher worden ongeveer tien orgaanstelsels onderscheiden. Dit is echter betwistbaar aangezien vele organen in verschillende stelsels een functie hebben, en de stelsels nooit onafhankelijk van elkaar kunnen werken.
De verschillende organen bij de mens worden gevormd uit de driebladige kiemschijf: endoderm, mesoderm en ectoderm. Bij zwangerschap gebeurt dit proces tussen de 4de en de 8ste week na de conceptie. Hierdoor begint het embryo een menselijke vorm te krijgen; het wordt vanaf dan foetus genoemd. 